# Aliko
Aliko è una frazione del comune di Finiq in Albania (prefettura di Valona).
Fino alla riforma amministrativa del 2015 era comune autonomo, dopo la riforma è stato accorpato, insieme agli ex-comuni di Livadhja, Mesopotam, e Dhivër a costituire la municipalità di Finiq.

## Località
Il comune era formato dall'insieme delle seguenti località:
- Aliko
- Caush
- Neohor
- Tremul
- Rahulle
- Pllake
- Jerme
- Vurgu i Ri
- Halo
- Dritas
- Cuk